# Relichna simplex
Relichna simplex är en snäckart som först beskrevs av R. Murdoch och Suter 1906.  Relichna simplex ingår i släktet Relichna och familjen Retusidae. Inga underarter finns listade i Catalogue of Life.